# 李全
李全（？—1231年），濰州北海人，金朝红袄军首領，李璮之父。

## 生平
生於農家，早年在河邊洗刷牛馬，“身長八尺，手執鐵槍。”，能運使鐵槍，時號“李鐵槍”。在山东一带横行，後加入紅襖軍。夫人楊妙真，是紅襖軍首領楊安兒之妹，號李姑姑，亦以槍法馳名，擅長梨花槍，自稱“二十年梨花槍天下無敵”，在磨旗山（今山东莒县东南）與李全结为夫妇。嘉定七年（1214年）楊安兒被金人所殺，李全繼承了紅襖軍的所有勢力。
興定二年（1218年，宋嘉定十一年）正月，接受南宋朝廷招安，稱之為“忠義軍”，撥付糧餉。嘉定十一年（1218年）率軍北征，兵敗莒州。九月，進攻海州，破密州，生擒黃摑（阿魯達）。嘉定十二年，李全招降張林有功，宋廷任命李全為廣州觀察使、京東總管，劉慶福、彭義斌受其節制，撥付其二萬人的錢糧，駐紮楚州。嘉定十三年，李全買通賈涉的親信莫凱，誣陷季先謀叛，賈涉信以為真，誘殺季先並收編其餘部，季先的部將拒絕被整編，打算投靠石珪部。對此賈涉不同意，李全則自告奮勇進討石珪，最後石珪叛降蒙古。李全就把季先、石珪的余部都收在自己麾下。嘉定十四年，李全之兄李福与张林關係緊張，扬言出兵取张林的首級。在部屬李马儿劝说下，张林归附蒙古。这年冬天，李全被加封为招信军节度。张林给贾涉写信诋毁李全，说明自己被逼投降蒙古。嘉定十五年，南宋任命李全為京東路鎮撫副使，進拜保寧軍節度使，次年賜軍錢三十萬緡。嘉定十六年（1223年），賈涉病逝，是年十一月，許國繼任淮東制置使。許國曾指李全必反，並上疏論李全姦謀甚深。寶慶元年（1225年），湖州人潘甫與弟潘壬、潘丙等數十人計畫擁立濟王趙竑，並告知山東李全的部屬，希望能獲其支持，李全知其事卻沒有參與。
南宋寶慶元年二月，李全派部將劉慶福回楚州，發動兵變，洗劫庫藏錢物。許國受傷出逃，在途中自縊死。史彌遠唯恐激怒李全，指派徐晞稷為淮東制置使，前往安撫。另一方面，山東義軍領袖彭義斌聲討李全擅殺之罪，李全大敗。寶慶二年（1226年），蒙古军大举进攻青州，李全派遣兄长李福南下求援，自己苦守一年有餘，粮食吃光，杀战马以食，战马尽，人相食，但宋军援兵却始终不到。李全想自杀，被部将郑衍德救起。最後兵敗投降。孛鲁十分器重李全，授专制山东行省。李全投降蒙古後，宋楚州驻军将领邢德、国安用、王义深等将朝廷未能按时发放军饷归罪于李全。不久其兄李福及李全次子為邢德所殺。南宋绍定三年（1230年）冬，李全起兵伐宋，李全回到楚州，這時张惠、范成进已投降金朝，王义深已逃亡。国安用斬杀张林、邢德向李全謝罪。十一月，李全攻扬州南门，都统趙勝、副都统丁勝等拒之。南宋朝廷下诏讨伐李全，派南宋将领赵范、赵葵率雄胜、宁淮、武定、强勇四军一万四千人增援揚州。李全到湾头立，占据运河冲要，派胡仪为先锋，駐平山堂（今江苏扬州西北）。李全在东门隔濠和赵葵对话，李全自称没有叛变，为的只是索要钱粮。金正大八年（1231年），李全在平山堂飲酒作樂，被宋軍將領趙范手下发现，發兵出擊，李全兵败而死，尸首被宋兵斩碎。李全死後，其殘部敗退楚州，推楊妙真為主帥。楊妙真率殘部北渡淮河，投降蒙古。李全子李璮繼承父親的地盤與剩餘軍力。

## 評價
南宋於宋金戰爭期間招安李全，企圖利用李全对付金人。嘉定十一年，李全投宋以後，靠著战功升至招信军节度使、京东路总管。李全因屡立战功，渐生骄横。又由於李全的勢力不斷壯大，史彌遠為穩定時局，維繋朝廷與忠義軍的關係，反以種種名義厚賞李全。但是史彌遠對北方義軍並不完全信任，始終採取的扼制和分化手段，甚至暗使許國謀害李全。李全對此極為不滿，但仍無叛宋之心。寶慶二年（1226年），在青州圍城期間，南宋見死不救，李全苦撐一年有餘，最後投降蒙古。

## 延伸阅读
[在维基数据编辑]
 《宋史·卷476》，出自脱脱《宋史》